# Eleanor Sherman Font
Eleanor Sherman Font (31 de maio de 1896 a 8 de setembro de 1982) foi contratada como curadora de gravuras na Hispanic Society of America antes de expandir para a iconografia. Ela foi uma das seis mulheres escolhidas por Archer Milton Huntington para aprofundar os seus conhecimentos em curadoria de arte para a Sociedade após graduar-se em programas de biblioteconomia. O seu bisavô foi Thomas Hopkins Gallaudet, fundador da Escola Americana para Surdos, em Hartford. Ela era surda e ao longo de sua vida ofereceu-se para causas relacionadas com a surdez. Durante a sua vida participou em serviços religiosos na Igreja de St. Ann para surdos-mudos, onde "cantou" em linguagem de sinais americana com outras pessoas do coro.